# Calpodes
Calpodes là một chi bướm ngày thuộc họ Bướm nâu.